# Cis cornelli
Cis cornelli is een keversoort uit de familie houtzwamkevers (Ciidae). De wetenschappelijke naam van de soort werd in 1971 gepubliceerd door John F. Lawrence.